# Egon Weiss
Egon Weiss (1. července 1880 Brno – 1. února 1953 Innsbruck) byl německý právník, profesor římského práva na Německé univerzitě v Praze, později občanského práva a právních dějin na univerzitě v Innsbrucku.

## Život a působení
Vystudoval právnickou fakultu německé Karlo-Ferdinandovy univerzity v Praze, během studií také absolvoval pobyt v Lipsku u romanisty Mitteise, který jej velmi ovlivnil pro jeho další vědecké směřování. V roce 1910 se tak na své alma mater na základě srovnávací práce o zástavním právu ve starověku a v současném právu habilitoval, o devět let později zde byl jmenován mimořádným a roku 1933 řádným profesorem římského práva. V roce 1940 byl ale kvůli svému židovskému původu donucen univerzitu opustit. K přednášení a vědecké činnosti se Egon Weiss dostal opět až po druhé světové válce, a to jako čestný profesor civilního práva a právních dějin na Innsbrucké univerzitě. Získal též čestné doktoráty na univerzitách v Athénách a Washingtonu.
Nejen během svého působení v Praze se zabýval především závazkovým a procesním právem, a to ať již historickými nebo tehdejšími středoevropskými úpravami. Psal také oblíbené komentáře k různým zákonům z oblastí občanského nebo obchodního a směnečného práva, které doplňoval aktuální judikaturou Nejvyššího soudu i srovnáními s vývojem v samostatném Rakousku. Za jeho hlavní dílo je nicméně považována historická práce Griechisches Privatrecht auf rechtsvergleichender (1923). Vzhledem ke své reputaci byl profesor Weiss československým ministerstvem spravedlnosti přizván k pracím na rekodifikaci obecného zákoníku občanského, kde řídil komisi pro závazkové právo a pro úpravu náhrady škody.